# Альпійська складчастість

Тектонічна карта південної Європи, північної Африки та близького сходу

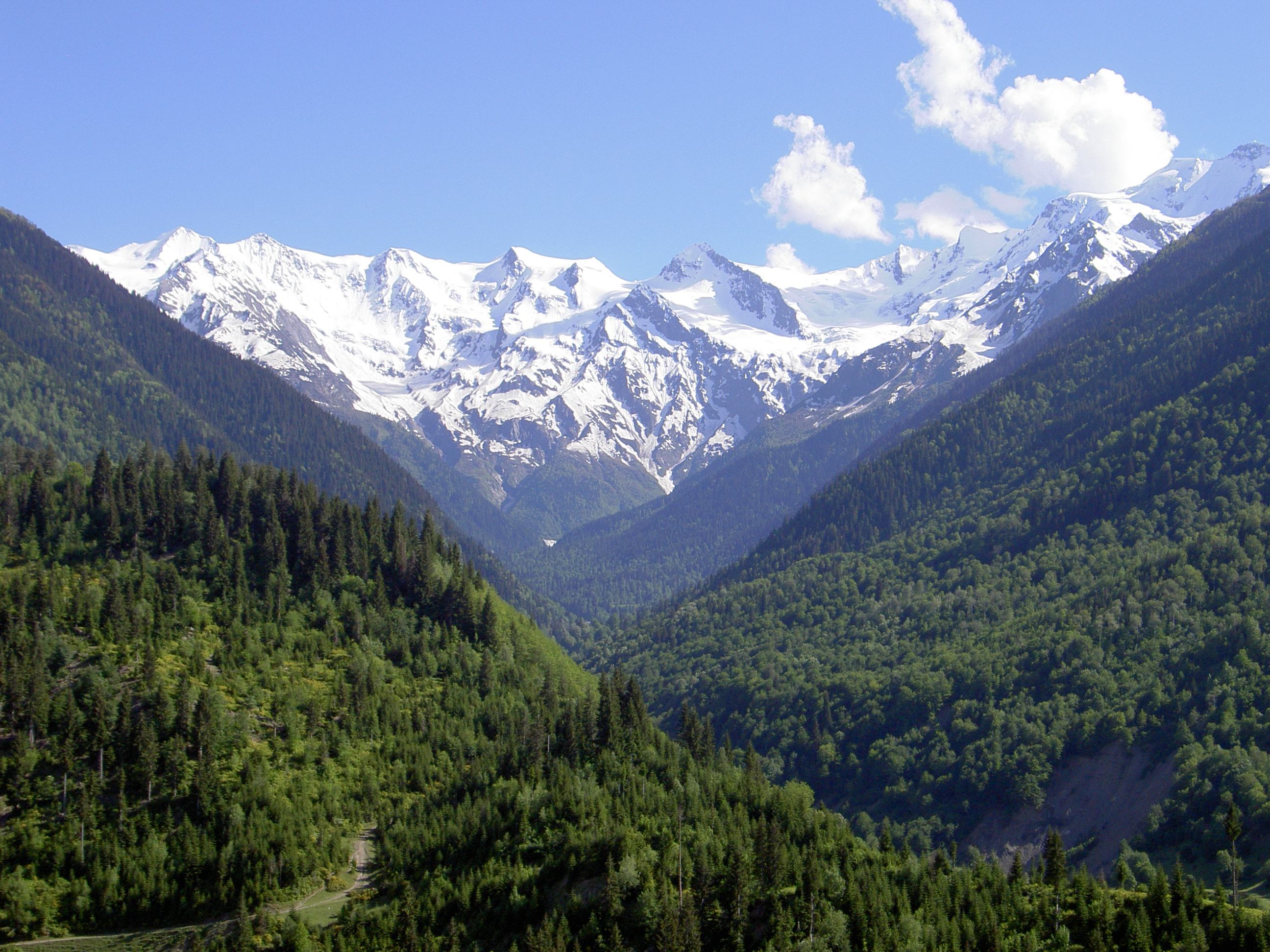
Кавказькі гори — типовий приклад альпійської складчастості

Альпі́йська скла́дчастість або Альпі́йське горотво́рення чи орогене́з (рос. альпийская складчастость; англ. alpine folding; нім. alpine Orogenese,  alpine Faltung) — скла́дчастість земної кори, наймолодша за геологічним віком деформація земної кори, яка проявилася в кінці мезозойської і в основному сформувалась протягом кайнозойської ери. Деформації альпійського орогенезу вплинули також на деякі структури більш ранніх етапів формування (докембрійського, палеозойського та мезозойського).
Термін походить від назви гір Альп Середньої Європи, де вперше був досліджений характер складчастості цього часу. Пізніше було виявлено багато складок у різних частинах земної кулі, які сформувалися одночасно з Альпами. Всі ці складки земної кори дістали назву Альпійської складчастої системи.
Деякі науковці вважають, що процес Альпійської складчастості ще не закінчився і до наших днів. Про це свідчать діючі вулкани, висока сейсмічність і порушення молодих осадових порід у районах проявів Альпійської складчастості.
Альпійська складчастість має кілька фаз, серед яких виокремлюють:
- ларамійську (кінець крейдового періоду — початок палеогену);
- піренейську (кінець еоцену ― початок олігоцену);
- савську (рубіж олігоцену та міоцену), штирійську (середина міоцену);
- аттичну (кінець міоцену);
- роданську (середина пліоцену);
- валахську (плейстоцен).

## Орографія
Гори Альпійської складчастості — наймолодші, вони найменше зазнали процесів руйнування, через що і є найвищими на земній поверхні.

## Пояси складчастості
| Континентальна кора Кристалічні щити Плити Складчасті пояси Осадові басейни Трапові формації Перехідні зони | Океанічна кора Вік: 0–20 млн років 20–65 млн років >65 млн років |

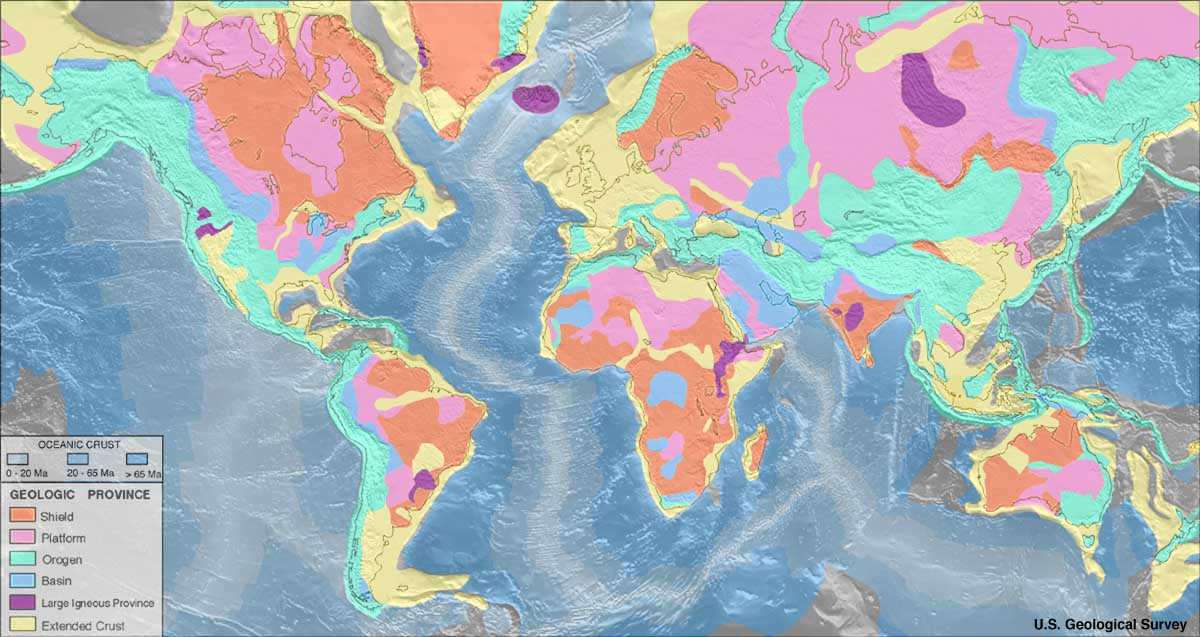
Геологічні провінції світу
за даними Геологічної служби США (USGS)

Виділяються два пояси Альпійської складчастості:
- Середземноморський включає Кордильєра-Бетіка, Береговий Атлас, Апенніни, Альпи, Карпати, Балкани, Кримські гори, Кавказ, Тавр, Памір, Гімалаї, гори М'янми і Малайї та багато дрібніших гірських утворень, які розташовані поміж зазначеними горами і поблизу від них.
- Тихоокеанський включає Кордильєри Північної Америки, Анди Південної, гори Сандвічевих островів, Нової Зеландії, Нової Гвінеї, Малайського архіпелагу, Філіппінських, Японських і Курильських островів, Камчатки, Чукотки, Алеутських островів та Верхоянські гори Східного Сибіру. Встановлено, що не всі гори Альпійської системи формувалися одночасно. Так, наприклад, гори східного узбережжя Азії виникли ще в крейдовий період мезозойської ери, а Кавказ, Альпи і Карпати формувалися переважно в неогеновий період кайнозойської ери.

Завершився орогенез виникненням молодих гірських утворень — альпід. Один з районів типового прояву — Альпи. Крім них, до альпійської складчастості належать:
- в Європі — Піренеї, Андалуські гори, Апенніни, Карпати, Динарські Альпи, Балкани;
- на півночі Африки — гори Атлас;
- в Азії — Кавказ, Понтійські гори і Тавр, Туркмено-Хорасанські гори, Ельбурс і Загрос, Сулейманові гори, Гімалаї, складчасті ланцюги М'янми, Індонезії, Камчатки, Японських і Філіппінських островів;
- в Північній Америці — складчасті хребти Тихоокеанського узбережжя Аляски і Каліфорнії;
- в Південній Америці — Анди;
- архіпелаги, що обрамовують Австралію.
- В Антарктиці - Трансантарктичні гори.

## Рудопрояви
При формуванні гір альпійської складчастості інтенсивно проявлялись процеси вулканізму. Внаслідок цього серед гір Альпійської складчастості дуже поширені магматичні породи. З ними пов'язані численні родовища різних корисних копалин, особливо металевих. Зі складчастістю пов'язаний розвиток різноманітних плутоногенних і вулканогенних гідротермальних родовищ руд міді, цинку, свинцю, золота, вольфраму, олова, молібдену і особливо сурми та ртуті.